# HD60652
HD60652 — хімічно пекулярна зоря спектрального класу A3, що має видиму зоряну величину в смузі V приблизно  5,9.
Вона  розташована на відстані близько 262,2 світлових років від Сонця.

## Фізичні характеристики
Зоря HD60652 обертається 
досить швидко 
навколо своєї осі. Проєкція її екваторіальної швидкості на промінь зору становить  Vsin(i)= 73км/сек.